# 山口地域鉄道部
山口地域鉄道部（やまぐちちいきてつどうぶ）は、山口県山口市の新山口駅構内にあった西日本旅客鉄道（JR西日本）の鉄道部（地域鉄道部）の一つである。広島支社の管轄。
2019年6月1日付で広島支社内に新設された山口支社に、徳山地域鉄道部・下関地域鉄道部とともに統合された。

## 管轄路線
※管轄境界駅については、山口地域鉄道部が管理を担当している駅を記載している。
- 山口線（新山口 - 益田間。ただし、益田駅は米子支社浜田鉄道部の管轄）
- 山陽本線（四辻 - 厚狭間。ただし、厚狭駅は広島支社下関地域鉄道部の管轄）
- 宇部線（新山口 - 宇部間）
- 小野田線（居能 - 小野田間、雀田 - 長門本山間）

## 歴史
- 2009年（平成21年）6月1日 - 鉄道部制度見直しに伴い、それまでの山口鉄道部と宇部新川鉄道部を統合の上、下関地域鉄道部の一部区間の承継して発足[3]。それまで山口鉄道部にあった車両基地部門（山口鉄道部車両管理室）は下関総合車両所（下関地域鉄道部の車両基地部門が独立して発足）の出先機関に再編された。
- 2019年（令和元年）6月1日 - 徳山地域鉄道部・下関地域鉄道部と組織統合し、山口支社（山口エリア統括部）に移行[1][4]。山口乗務員センターは山口列車区となる。

## 山口乗務員センター
山口乗務員センターは新山口駅構内に所在する、山口地域鉄道部に所属する乗務員基地。運転士が配属されている。2019年6月以降は山口列車区となった。
乗務範囲
- 山口線 - 全線
SLやまぐち号の運転も担当しており、蒸気機関車の運転士養成も行っている。
- 宇部線 - 全線
- 小野田線 - 全線